# Comuna Kîtaihorod, Illinți
Kîtaihorod (în ucraineană Китайгород) este o comună în raionul Illinți, regiunea Vinnița, Ucraina, formată din satele Kameanohirka și Kîtaihorod (reședința).

## Demografie
Componența lingvistică a satului Kîtaihorod
     Ucraineană (98,26%)
     Rusă (1,06%)
     Alte limbi (0,14%)
Conform recensământului din 2001, majoritatea populației satului Kîtaihorod era vorbitoare de ucraineană (98,26%), existând în minoritate și vorbitori de rusă (1,06%).